# Euroconnector
L'euroconnector és un connector elèctric normalitzat de 21 connexions o pins, que intercanvia informacions d'àudio i vídeo analògics. Va ser dissenyat a França el 1978 i per llei fou obligatori des 1981 i fins 2015 en tots els equips de televisió i vídeo comercialitzats a França, però malgrat l'origen francès fou utilitzat a tot Europa. També és conegut com a connector SCART per la sigles franceses del Syndicat des Constructeurs d'Appareils Radiorécepteurs et Téléviseurs (sobretot en els països anglosaxons). Curiosament a França s'usà poc aquest nom, i hi era majoritàriament anomenat Péritel. La denominació tècnica per l'estàndard CENELEC és EN 50049-1:1997.
Va ser concebut alhora com un mitjà de garantir al consumidor una imatge de qualitat (al mateix temps que es defugia l'alt cost d'implementar moduladors SECAM en vídeos i ordinadors) i d'una mesura proteccionista per a la indústria gal·la. La bona qualitat del seu senyal va fer que fracassés en això últim: és emprat àmpliament per tot el món excepte Estats Units. Fins i tot al Japó es disputa el camp amb el S-Video.
L'euroconnector facilita la connexió de qualsevol televisor, vídeo, DVD, TDT, receptor de satèl·lit, ordinador, videoconsola, i altres aparells de manera ràpida i amb bona qualitat. El seu disseny asimètric fa impossible una connexió errònia, i proporciona tots els senyals necessaris en un sol cable. Els seus voltatges una mica alts (1 V) donen al senyal una bona immunitat al soroll. En tenir senyals separats d'entrada i sortida és possible connectar en cadena diversos equips amb dos connectors sense degradar el senyal per conversions.
Aquesta bidireccionalitat permet que un televisor processi el senyal rebut de l'antena, la canalitzi per la sortida de vídeo a un equip  set-top-box  i aquest la torni ja processada al televisor sense retards. És el mecanisme usat en els decodificadors de Canal+ a França.
Malgrat això, fora de França els equips de gamma baixa solen implementar un euroconnector retallat a només els senyals d'àudio/vídeo (fins i tot mono en lloc de stereo). Per això a Espanya va caldre comercialitzar un adaptador de senyal RGB a Àudio/vídeo. La progressiva implementació de la TDT i la substitució del VHS pel DVD han anat desterrant aquesta pràctica, que ja no existeix en pantalles de plasma o TFT.
Un cable d'acord amb la norma apantalla cadascun dels seus cables interns (de forma similar al cable d'antena), però en els cables barats és apantallat en grup o fins i tot no és apantallat (utilitzant cable pla). Això limita la longitud del cable, ja que el fa més sensible a les interferències. També tendeixen a utilitzar materials de poca qualitat en els connectors, resultant-ne uns pins poc robustos que es trenquen fàcilment.
Una altra mala pràctica freqüent és en els blocs commutadors barats, on només es commuten els senyals d'àudio/vídeo, deixant tots els altres senyals connectats permanentment. Això produeix interferències entre els equips (una consola en standby segueix tenint senyals d'1 V) i fins i tot pot provocar-los avaries, com quan es connecten els equips un cop encesos.
L'Euroconnector també permet a un dispositiu enviar ordres a la televisió amb intercanvi ràpid dels senyals. Per exemple, per mostrar subtítols, en lloc de realitzar un procés complet de recodificat (amb la consegüent degradació del senyal), pot indicar-li al televisor que en determinades zones, amb un píxel de granulositat, mostri la imatge generada pel dispositiu en lloc de la de vídeo.
L'ús de senyal RGB defuig el problema de l'existència d'PAL i SECAM a Europa, i fins i tot de NTSC, permetent gaudir de les formes originals dels videojocs en els televisors que hi estan preparats, amb una millora qualitativa de la imatge.
Amb una videoconsola, sobretot amb les antigues, és molt freqüent que es lliuri un adaptador de cables RCA a Euroconnector amb les 3 RCA femelles muntades com una extensió de l'euroconnector, fins i tot amb una presa S-Video i/o un commutador que canvia els senyals RCA d'entrada a sortida. És una alternativa més barata que el cable amb cinc connectors RCA cadascun amb el seu propi cable.
Els cables entre dispositius acaben a cada extrem en un connector mascle, però ja que un és d'entrada i l'altre de sortida, es commuten els cables apropiats. Així passa amb les parelles de pines 1/2, 3/6, 17/18, 19/20. La resta de cables connecten pins de la mateixa numeració.
Encara que al disseny original se li han afegit prestacions, l'aparició del HDMI i l'alta definició van provocar la desaparició.

## Avantatges
La majoria dels televisors i altres aparells audiovisuals (TVs, reproductors de VHS i DVD, etc.), especialment a Europa, utilitzen el senyal RGB a través del connector SCART. L'avantatge principal de l'euroconnector és la possibilitat d'enviament i/o recepció de diversos tipus de senyal, reunits en un sol connector:
- Senyal RGB, en concret RGBS (per tant, amb sincronització composta).
- S-Video
- Entrada i sortida d'àudio estèreo.
- Senyalització digital.

## Altres noms de l'euroconnector
- SCART
- Euroconector (Espanya)
- Péritélévision o Péritel (França)
- Euro-SCART
- 21-pin EuroSCART (Àsia)
- EuroAv
- EIA Multiport (EUA)